# أحمد مرعي (ممثل)
أحمد مرعي (14 مايو 1942 - 16 يوليو 1995)، ممثل مصري.

## عن حياته
هو من قرية الدواخلية مركز المحلة الكبرى بمحافظة الغربية، برع بالأعمال التاريخية، لعل أبرزها فيلم المومياء والرسالة حاصل على بكالوريوس المعهد العالي للسينما قسم التمثيل عام 1965، واستمر بعد تخرجه معيداً في المعهد بالإضافة إلى عمله في مسرح الجيب. كان يدرس الإلقاء مع عبد الوارث عسر، والماكياج مع الأستاذ القطوري.

### التلفزيون
مثّل العديد من المسلسلات، منها:
- سليمان الحلبي،
- ودارت الأيام
- الحقيقة .. ذلك المجهول
- محمد الفاتح
- أحمد بن ماجد
- مصرع المتنبي
- الجريمة والعقاب
- مسافرون بغير زاد
- البحر
- الوعد الحق
- الهروب إلى السجن
- عنترة
- الشبيهان
- ملحمة الحب والرحيل
- مسلسل أيوب البحر
- ليلة سقوط غرناطة

### أفلامه
- أغنية على الممر
- اثنان ضد القانون
- المومياء 1975
- الرسالة
- . الأونطجية. مع الفنانه / سهير البابلي
- 3 وجوه للحب

### جوائزه
وحصل على جوائز عديدة عالمية في المهرجانات الدولية، منها جائزة أحسن ممثل عام 1969 عن فيلم 3 وجوه للحب.

## روابط خارجية
- أحمد مرعي على موقع IMDb (الإنجليزية)
- أحمد مرعي على موقع الدهليز
- أحمد مرعي على موقع قاعدة بيانات الأفلام العربية
- أحمد مرعي على موقع ألو سيني (الفرنسية)
- أحمد مرعي على موقع قاعدة بيانات الأفلام السويدية (السويدية)
- أحمد مرعي على موقع قاعدة بيانات الفيلم (الإنجليزية)
- أحمد مرعي على موقع كينوبويسك (الروسية)